# Alokační efektivnost
Alokační efektivnost je takový ekonomický výsledek, při němž nemůže dojít k žádnému přeskupení výroby, které by zvýšilo užitek neb uspokojení jednoho subjektu, aniž sníží užitek nebo uspokojení jiného subjektu. Tohoto výsledku může dosáhnout dokonale konkurenční ekonomika.
Alokace (z lat. locus, místo) znamená přidělení omezených zdrojů nějakému projektu, procesu, instituci a podobně. Důležitým prostředkem alokace zdrojů v hospodářství je trh. Alokační efektivnost je tedy komplexní proces, s virtuálně nekonečno možnostmi, při kterém podniky rozdělují své zdroje kapitálu na další procesy, lidi a projekty. Účelem je optimalizovat alokaci takovým způsobem, aby vynášela co největší zisk pro akcionáře.

## Problémy
Problémem často nebývá, jakými cestami se vydat, ale spíše jak namixovat poměr alokovaného kapitálu pro jednotlivé cesty tak, aby každá cesta vedla k benefitu akcionáře. Nejtěžší však často bývá určit, kolik peněz ze zisku by mělo připadnout na danou aktivitu, jestli má být maximalizována hodnota pro akcionáře.

## Další případy
Alokační efektivnost nastává také v momentu, kdy se cena produktu rovná mezní hodnotě, kterou jsou zákazníci ochotni zaplatit. Tím dochází k vyrovnání mezních nákladů na produkci prostředků, které jsou kupující ochotni vynaložit na koupi dodatečné produkce.

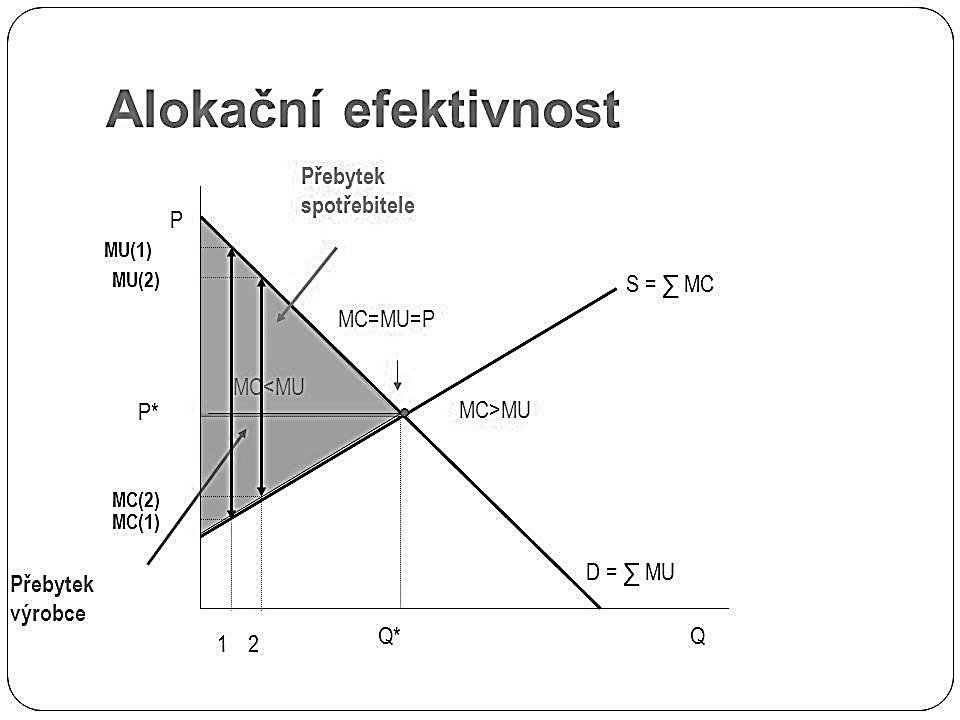
Alokacni efektivnost 1

## Produktivní efektivnost
Produktivní efektivnost nastává, kdy se produkt dodává za co nejnižší možnou cenu. Příkladem mohou být firmy, které na průměrné cenové křivce dosáhnou minima.
Pokud ovšem jde o alokační efektivnost, je nutné se zaměřit i na správnou míru produkce. Ekonomické zdroje jsou totiž nedostatkové, jejich přerozdělení do různých odvětví průmyslu musí proto být bezchybné. Efektivnosti lze dosáhnout vyrovnanosti marginálních nákladů a průměrným výnosům. O této situaci lze mluvit pouze tehdy, pokud se na trhu nachází dokonalá konkurence. 
Taková situace nastává pouze na hranici produkčních možností. Což znamená, že pokud se nějaké firmě zlepší situace, jiné se musí naopak zhoršit. Výsledku dokonale konkurenční ekonomiky lze dosáhnout po splnění tří faktorů:
1. automatizovaná konkurence
2. skutečné poptávkové křivky
3. žádné externality

Dokonalá konkurence nesmí obsahovat monopoly a oligopoly, jinak by ceny byly příliš vysoké a výstup příliš nízký. Kromě alokační efektivnosti může dojít i k efektivnosti výrobní, která se značně liší. Lze pak hovořit o momentu, kdy je výstup vyroben s minimálními náklady, což snižuje jeho kvalitu. Pokud jsou například firmy schopny si tento trend dlouhodobě udržet, jedná se o monopol.

## Alokační efektivnost monopolu

### Dokonalá versus nedokonalá konkurence
Monopol, jako jeden ze zástupců nedokonalé konkurence, se od dokonalé konkurence liší. Nedokonale konkurenční firma bude v bodě své rovnováhy nabízet méně množství za vyšší cenu než dokonale konkurenční firma. Tím pádem přebytek spotřebitelů je menší, a naopak přebytek výrobce větší, než tomu je u dokonalé konkurence.

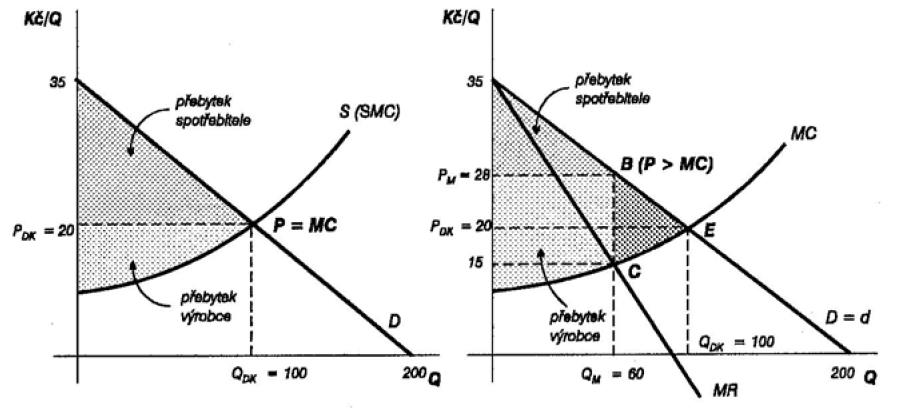
Srovnání alokační efektivnosti dokonalé a nedokonalé konkurence

### Mrtvá ztráta
Rozdíly nedokonalé (obrázek vpravo) od dokonalé konkurence (obrázek vlevo) zapříčiňují u monopolu výskyt mrtvé ztráty neboli nákladů mrtvé váhy. Mrtvá ztráta zjednodušeně řečeno zobrazuje přebytek výrobce a spotřebitele, který nenáleží ani jedné straně.

### Důsledek
Mrtvé ztráty tudíž zapříčiňují, že je monopol alokačně neefektivní. Firmy snažící se co nejvíce snížit tyto mrtvé ztráty se často uchylují například k výprodejům nebo slevám, za účelem dosažení co nejvyššího dodatečného zisku.